# Meelspijs
Meelspijzen zijn gerechten die met behulp van meel of meelbevattende bestanddelen bereid worden. Zo zijn brood, gebak en pasta meelspijzen. In de 19e eeuw werd het woord alleen gebruikt voor gerechten waarin meel verwerkt was, niet voor gerechten waarin meelbevattende ingrediënten zaten. Later werd deze naam wat ruimer gebruikt. Meelspijs waren gerechten die leken op pudding, maar met het verschil dat het gerecht niet werd gekookt, maar in de oven werd gebakken.
Meelspijs als gerecht wordt meestal gemaakt van griesmeel, oud witbrood (dat neemt meer vocht op dan vers brood), roggebrood of oude biscuitjes. Tevens worden er veel eieren in verwerkt, in sommige recepten wel 15 stuks tegenover 125 gram aardappelmeel en 1 liter melk. Verder gebruikte men citroenschil en appels als smaakmakers. Meelspijzen worden geserveerd in de vorm van koper, vertind ijzer of porselein waarin zij gebakken zijn.
Het waren een handige manier om oud brood of oude biscuitjes te verwerken, zodat deze niet weggegooid hoefden te worden. Meelspijzen zijn typisch 19e- en begin-20e-eeuwse gerechten. Recepten zijn er tegenwoordig bijna niet meer van te vinden.